# Зотов Микола Іванович
Микола Іванович Зотов (1921 — ?) — український радянський партійний діяч, секретар Одеського обласного комітету КПУ.

## Життєпис
Освіта вища. Член ВКП(б) з 1947 року.
Перебував на відповідальній партійній роботі.
На 1960 — 10 січня 1963 року — завідувач відділу партійних органів Одеського обласного комітету КПУ.
10 січня 1963 — 4 грудня 1964 року — завідувач відділу партійних органів Одеського промислового обласного комітету КПУ.
4 грудня 1964 — 1966 року — завідувач відділу партійних органів Одеського обласного комітету КПУ. З 1966 по 9 лютого 1968 року — завідувач відділу організаційно-партійної роботи Одеського обласного комітету КПУ.
9 лютого 1968 — 15 лютого 1972 року — секретар Одеського обласного комітету КПУ.
Подальша доля невідома.

## Нагороди
- орден «Знак Пошани»
- ордени
- медалі